# 尼爾巴托爾

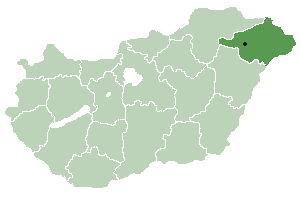

尼爾巴托爾是匈牙利的城鎮，位於該國東北部，由索博爾奇-索特馬爾-貝拉格州負責管轄，面積66.73平方公里，鎮上多處十五至十六世紀的建築物，2011年人口12,150。
47°50′N 22°08′E / 47.833°N 22.133°E